# Cinnamomum daphnoides
Cinnamomum daphnoides är en lagerväxtart som beskrevs av Sieb. & Zucc.. Cinnamomum daphnoides ingår i släktet Cinnamomum och familjen lagerväxter. Inga underarter finns listade i Catalogue of Life.